# Sujumbajew-Stadion
Das Sujumbajew-Stadion ist ein multifunktionelles Stadion in Osch, Kirgisistan. Es wird meistens für Fußballspiele verwendet und dient als Heimstadion von Alai Osch, OshMU Aldier FC und FC Ak-Bura Osch aus der kirgisischen Top Liga. Das Stadion hat eine Kapazität von 12.000 Plätzen.
Es liegt am linken Ufer des Flusses Ak-Buura. Benannt ist das Stadion nach Achmatbek Sujumbajew, einem sowjetischen Staatsmann und Parteiführer.